# Огбомо, Энн
Энн Огбо́мо (англ. Ann Ogbomo) — английская актриса. Наиболее известна своей ролью Джейны-Зод в сериале Syfy «Криптон».

## Биография и карьера
Огбомо родилась в Англии. Получила степень бакалавра театрального искусства в Мидлсекском университете, степень магистра общественных искусств в Голдсмитсе, PGA по преподаванию Шекспира в Уорикском университете и получила актёрское образование в Лондонской академии музыкального и драматического искусства. С 2006 по 2008 год Огбомо была частью ансамбля Olivier Histories в Королевской шекспировской труппе. Она также выступила в пятнадцати постановках Шекспира для различных театральных трупп, включая Королевский национальный театр, Шекспировский Глобус и Королевскую шекспировскою труппу, и занималась педагогической практикой в этих театрах.
Огбомо появилась в «Войне миров Z» (2013) как солдат лагеря Хамфриса, «Медовой ловушке» (2002), «Юлие Цезаре» (2012), «Дикой штучке» (2010), «Букете колючей проволоки» (2010) как Моник, «Женском детективном агентстве № 1» (2009) как Клара, Катастрофе, «Холби Сити», Чисто английском убийстве, «Убийстве в сознании» и «Hardware» (2004).
Огбомо сыграла воина-амазонку Филиппу в фильмах «Чудо-женщина» (2017), «Лига справедливости» (2017) и «Лига справедливости Зака Снайдера» (2021). В 2018 году она сыграла Джейну-Зод в сериале Syfy Криптон.

## Фильмография
| Год       |     | Русское название                  | Оригинальное название              | Роль                  |
| --------- | --- | --------------------------------- | ---------------------------------- | --------------------- |
| 2002      | с   | Babyfather                        | Babyfather                         | Шелли                 |
| 2003      | с   | Убийство в сознании               | Murder in Mind                     | Элла                  |
| 2004      | с   | Hardware                          | Hardware                           | клиент кафе           |
| 2005      | с   | Холби Сити                        | Holby City                         | Джилл Вебстер         |
| 2005      | с   | Счастливчики                      | Blessed                            |                       |
| 2006      | с   | Чисто английское убийство         | The Bill                           | Мириам Савимби        |
| 2009      | с   | Женское детективное агентство № 1 | The No. 1 Ladies' Detective Agency | Клара                 |
| 2010      | с   | Букет колючей проволоки           | Bouquet of Barbed Wire             | Моник                 |
| 2012      | тф  | Юлий Цезарь                       | Julius Caesar                      | Кальпурния            |
| 2013      | ф   | Война миров Z                     | World War Z                        | солдат лагеря Хамфрис |
| 2013      | с   | Катастрофа                        | Casualty                           | Калли Хауэллс         |
| 2014      | ф   | Медовая ловушка                   | Honeytrap                          | Лорна                 |
| 2017      | ф   | Чудо-женщина                      | Wonder Woman                       | Филиппа               |
| 2017      | ф   | Лига справедливости               | Justice League                     | Филиппа               |
| 2018—2019 | с   | Криптон                           | Krypton                            | Джейна-Зод            |
| 2020      | кор | Рождённая снова                   | Born Again                         | Нва                   |
| 2021      | ф   | Лига справедливости Зака Снайдера | Zack Snyder's Justice League       | Филиппа               |